# 2MASS J10043929-3335189
2MASS J10043929-3335189 ist ein Brauner Zwerg im Sternbild Luftpumpe. Er wurde 2002 von John E. Gizis et al. entdeckt. Er gehört der Spektralklasse L4 an.